# La Radiolina
La Radiolina és el cinquè disc en solitari d'en Manu Chao, antic cantant i líder de la banda hispano-francesa Mano Negra. Va sortir a la venda el 3 de setembre de 2007 i representa un retorn a les fórmules de Clandestino i Próxima estación: esperanza després de la incursió en la chanson francesa que representà Sibérie m'était contéee

## Llista de cançons
1. 13 Días
2. Tristeza Maleza
3. Politik Kills
4. Rainin In Paradize
5. Besoin de la Lune
6. El Kitapena
7. Me Llaman Calle
8. A Cosa
9. The Bleedin Clown
10. Mundorévès
11. El Hoyo
12. La Vida Tómbola
13. Mala Fama
14. Panik Panik
15. Otro Mundo
16. Piccola Radiolina
17. Y Ahora Qué ?
18. Mama Cuchara
19. Siberia
20. Soñe Otro Mundo
21. Amalucada Vida

## Crèdits[1]
- Manu Chao: Veu i guitarres
- Madjid Fahem: Guitarres i baix
- David Bourguigon: Guitarres
- Jean Michel Gambit a.k.a. Gambeat: Baix i vocals
- Roy Paci: Trompetes
- Angelo Mancini: Trompetes a "Politik Kills"
- Tonino Carotone: Vocals i harmo a "A Cosa"
- Amadou Bagayoko: Guitarra a "A Cosa"
- Cheik Tidiane: Teclats a "A Cosa"
- Flor: Veu a "A Cosa"
- Beatnik: Veu a "Tristeza Maleza"
- José Manuel Gamboa i Carlos Herrero: Guitarra espanyola a "Me Llaman Calle"

Escrit, compost i produït per Manu Chao